# Сойка Богдан-Борис Петрович
Богдан-Борис Петрович Сойка (27 жовтня 1938, с. Янів (нині — смт Івано-Франкове) — 26 травня 2018, смт. Івано-Франкове) — український художник-живописець, монументаліст, представник неофіційної мистецької групи Романа Сельського та Карла Звіринського. Член Національної спілки художників України.

## Біографія
У 1955-1958 рр. навчався у Львівське училище прикладного мистецтва ім. І. Труша на живописному відділенні. Упродовж 1958-1964 рр. навчався у Львівському інституті прикладного та декоративного мистецтва, за напрямом підготовки монументально-декоративного живопису.
На творчість вплинули його вчителі з фаху: Данила Довбошинського, Вітольда Манастирського, Романа Сельського, Карла Звіринського. Був у групі студентів Карла Звіринського, разом із Зеновієм Флінтою, Андрієм Бокотеєм, Олегом Міньком, Любомиром Медвідем, Романом Петруком, Іваном Марчуком. Цю групу також називали «підпільною академією» чи «духовною школою» Звіринського.
У 1964—1998 рр. працював у монументальному цеху Львівського художньо-виробничого комбінату Художнього фонду СРСР.
У 1968 р. взяв участь у республіканській виставці. Також був учасником виставки до 100-річчя Лесі Українки, де представив роботу «На полі крові».
Від 1998 р. почав працювати як викладач рисунку та живопису в художньому професійно-технічному училищі № 14 в Івано-Франковому. Саме у цьому училищі яворівська дерев'яна іграшка відновлює свої традиції з кожним роком, і стає все більш популярною в Україні. З 2011 року був обраний головою парафіяльної ради церкви Вознесіння Господнього в Івано-Франковому.
До 400-літнього ювілею рідного селища Івано-Франкове видав ілюстрований буклет, де зібраний матеріал з історії селища та церкви  Вознесіння Господнього.
Помер 26 травня 2018 р. на 80-му році життя в Івано-Франковому.

## Творчість
Автор монументальних і декоративних творів, портретів, сюжетних композицій, пейзажів, натюрмортів, образів тощо. У його творах виявляється стилістична манера, яка була сформована під впливом львівської академічної школи.
Основні монументальні твори:
- 1975 р. — «Лісова пісня», виконана у техніці різьби по дереву для будинку культури «Меліоратор» (м. Дубляни);
- 1977 р. — «Весна» (три фрагменти), мозаїка, смальта для санаторію «Пролісок» (м.  Моршин);
- 1983 р. — «Праця і відпочинок» — монументально-декоративний розпис актового залу Львівського хіміко-фармацевтичного заводу;
- 1984 р. — «Інформаційний простір», мозаїка, смальта для агентства «Союздрук» (м. Львів);
- 1987 р. — «Відпочинок» (п'ять фрагментів) чотирьох колірного сграфіто та два панно для вестибюля гуртожитку НВО «Електрон» (м. Львів).

У центрі його творів — спостереження за природою, прагнення відтворити образ так, як бачить його у житті. Портрети достовірно передають характер та емоційність, зовнішні дані та духовну сутність людини. У жанрі портрета, в основному, домінують зображення близьких людей. Людина та природа — це теми, які є домінантними у творчому доробку митця. Портрет Соломії Крушельницької у Львівському меморіальному музеї С. Крушельницької (виконаний у 1991 р.) — це одна із найвідоміших робіт художника. Жіночі портрети характеризуються своєю реалістичністю, психологічною виразністю, передають характер зображуваних.
Природа — це джерело натхнення для художника. Цікавою є його серія робіт про природу Янова. У пейзажах художника вдало поєднані стилізовані вирішення з прийомами пленерного живопису, а площинність зображення — з тривимірністю простору. Він зображає реальні краєвиди, які об'єднуються загальним тоном. Композиційна побудова твору займає велике значення, художник дотримується певного принципу композиції, чи то лінійної, чи колористичної або світлотіньової.
графіка також присутня у його творчості. Це, зокрема, прикладна графіка, екслібриси, численні рисунки. Художник з точністю зображує фігури, а також портрети чоловіків та жінок. Серед виражальних засобів рисунка є лінія та світлотінь. Богдан Петрович використовує техніку олівцевого рисунка. Свої роботи виконує на папері й картоні.
Його твори зберігаються у Національному музеї у Львові та Львівській національній галереї мистецтв ім. Б. Возницького, але переважна їх більшість перебуває у приватних колекціях.

### Основні роботи
- 1962 р. — «Кафе»;
- 1966 р. — «Девушка с электролампового» (холст, олія, 63×48);
- 1968 р. — «Композиція з площинами», «Ішов загін»;
- 1987 р. — «Портрет Лілі», «Голова болить»;
- 1991 р. — Портрет Соломії Крушельницької;
- «Портрет Галини Захаріясевич».

## Участь у виставках
- 1998 р. — виставка до 60-річчя Б. Сойки та С. Шабатури, що проходила у Національному музеї у Львові;
- 1999 р. — міжнародна виставка «Карло Звіринський і його „духовна“ школа», яка відбувалась у Львівському палаці мистецтв;
- 2000 р. — виставка «Львівський портрет», яка відбувалася у Львівському палаці мистецтв;
- 2001 р. — «Мистецтво шістдесятників», у Львівському музеї етнографії та художнього промислу;
- 2003 р. — персональна виставка у художньому професійно-технічному училищі № 14, смт Івано-Франкове;
- 2009 р. — персональна виставка «Малюю музику природи», присвячена 20-річному ювілею Музично-меморіального музею Соломії Крушельницької у Львові[5];
- 2017 р. — персональна виставка «Богдан Сойка. Художник з Янова», що проходила 23 вересня - 24 жовтня у Новояворівському міському краєзнавчому музеї [6].